# Peter Hopkirk
Peter Hopkirk (* 15. Dezember 1930 in Nottingham; † 22. August 2014) war ein britischer Journalist und Autor, der sich in seinen Büchern hauptsächlich mit der Geschichte Zentralasiens befasste.

## Leben
Hopkirk besuchte in Oxford das Internat Dragon School. Er diente als Unteroffizier in Ostafrika bei den King’s African Rifles im gleichen Bataillon wie Idi Amin, dem späteren Diktator in Uganda. Bevor er sich dem Schreiben von Büchern zuwandte, war er zwei Jahre lang Reporter und Nachrichtensprecher des Fernsehsenders Independent Television News (ITN), danach in New York Korrespondent von Lord Beaverbrooks Sunday Express, bevor er zur britischen Tageszeitung The Times wechselte. Dort arbeitete er zwanzig Jahre lang, die ersten fünf Jahre als Chefreporter und abschließend als Kenner des Nahen Ostens und des Fernen Ostens. In den 1950er Jahren war er Herausgeber der Ausgabe der Zeitschrift Drum für Westafrika, der erfolgreichen kritischen Zeitschrift für Afrikaner aus Südafrika.

## Auszeichnungen
- 1999: Sir Percy Sykes Memorial Medal der Royal Society for Asian Affairs.

## Werke
- Foreign Devils on the Silk Road: The Search for the Lost Cities and Treasures of Chinese Central Asia. University of Massachusetts Press, Amherst, Massachusetts, USA 1980, ISBN 0-87023-435-8.
  - letzte deutschsprachige Ausgabe übersetzt von Hans Jürgen Baron von Koskull: Die Seidenstrasse – auf der Suche nach verlorenen Schätzen in Chinesisch-Zentralasien. rororo-Sachbuch, Rowohlt Verlag, Reinbek bei Hamburg 1990 ISBN 3-499-18564-4.
- Trespassers on the Roof of the World: The Secret Exploration of Tibet. 1982.
  - deutsch von Götz Burghardt: Der Griff nach Lhasa. Die Erschließung Tibets im 19. und 20. Jahrhundert.
  - letzte Ausgabe in deutscher Sprache als Taschenbuch: Droemer Knaur, München 1992, ISBN 3-426-04094-8.
- Setting the East Ablaze: Lenin's Dream of an Empire in Asia. John Murray, London 1990, ISBN 0-7195-4102-6.
- The Great Game: The Struggle for Empire in Central Asia. John Murray, London 1990, ISBN 0-7195-4727-X.
  - New edition with new title: The Great Game: On Secret Service in High Asia. Oxford University Press, Oxford 2001, ISBN 0-7195-6447-6.
- On Secret Service East of Constantinople: The Great Game and the Great War. 1994.
  - US-amerikanische Ausgabe mit dem Nebentitel: Like Hidden Fire: The Plot to Bring Down the British Empire. Kodansha International, New York City 1995, ISBN 1-56836-020-7.
  - Aus dem Englischen von Jobst-Christian Rojahn: Östlich von Konstantinopel. Kaiser Wilhelms 'Heiliger Krieg' um die Macht im Orient. Europaverlag, Wien/München 1996, ISBN 3-203-78000-3.
- Quest for Kim: In Search of Kipling's Great Game, Ill. von Janina Slater. University of Michigan Press, Ann Arbor, Michigan, USA 1997, ISBN 0-472-10854-9.

Kathleen Hopkirk, seine Ehefrau, veröffentlichte 1994 das Reisebuch The Traveller's Companion to Central Asia.